# Красива (Казахстан)
Краси́ва (каз. Красивая) — станційне селище у складі Єсільського району Акмолинської області Казахстану. Входить до складу Красивинського сільського округу.
Населення — 212 осіб (2021; 274 у 2009, 587 у 1999, 377 у 1989).
Національний склад станом на 1989 рік:
- німці — 70 %.

Станом на 1989 рік селище називалось Красиве.